# 알렉시나 그레이엄
알렉시나 그레이엄(Alexina Graham, 1990년 3월 3일 ~ )은 잉글랜드의 모델이다. 2017년부터 빅토리아 시크릿 패션 쇼에 서기 시작했으며, 2019년 빅토리아 시크릿 앤젤스에 합류하면서 최초의 붉은 머리를 가진 앤젤이 되었다. 2021년 계약이 종료되었다.